# Daria Korczyńska

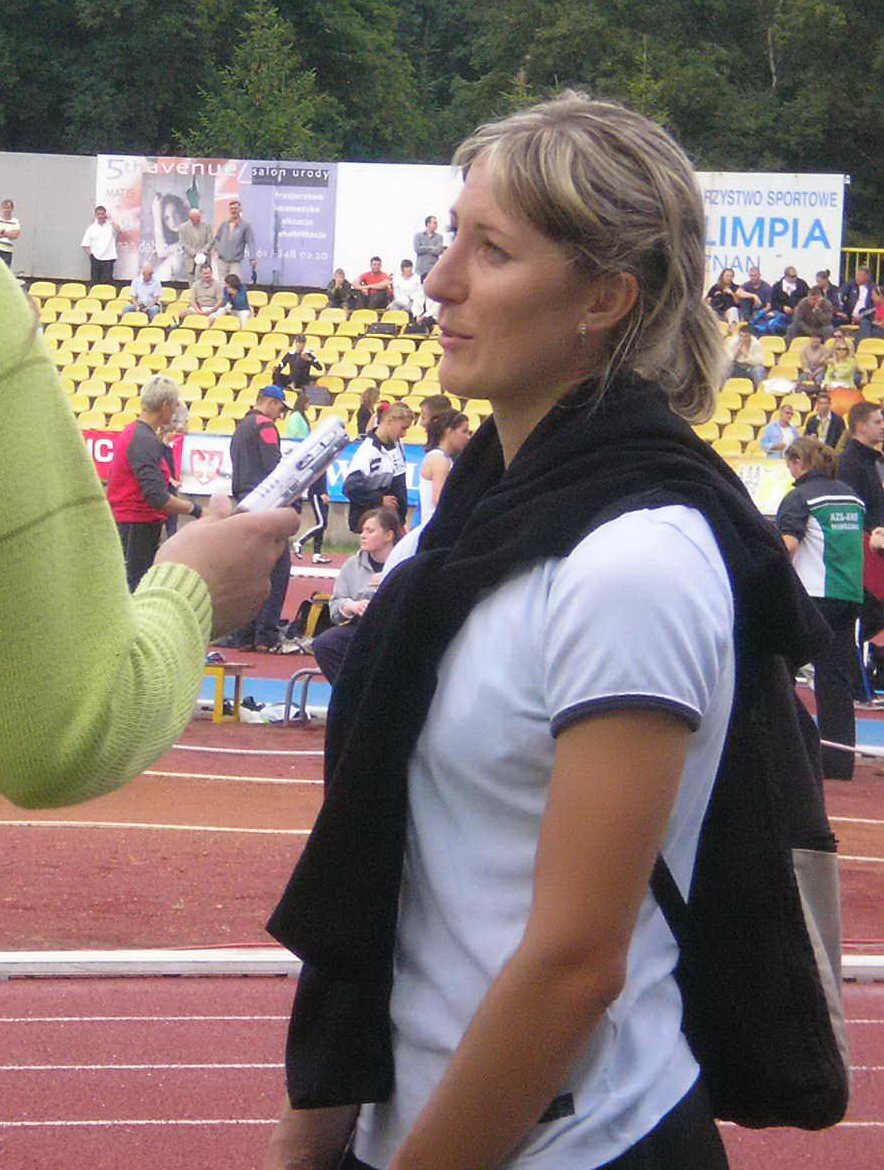
Daria Korczyńska en 2007

Daria Onyśko-Korczyńska, née le 30 juillet 1981, est une athlète polonaise ayant participé aux Jeux olympiques d'été de 2008.

## Jeux olympiques de 2008
Korczyńska participe à l'épreuve du 100 mètres lors des Jeux olympiques de 2008 à Pékin. Elle se retrouve dans la huitième série et se qualifie en finissant troisième avec un chrono de 11 secondes et 22 centièmes. Elle passe donc en quart de finale mais finit 5e en 11 s 41 centièmes derrière Christine Arron.
Elle participera aussi au relais 4 × 100 mètres avec Ewelina Klocek, Dorota Jedrusinska et Marta Jeschke. Lors des séries, elle se qualifie en finissant 5e sur 8 en 43 s 47 et se qualifie pour la finale grâce au temps. L'équipe polonaise se fait disqualifier lors de la finale, laissant la course se courir à 5 équipes (les équipes de Jamaïque et du Royaume-Uni ayant abandonné) qui sera remportée par la Russie.

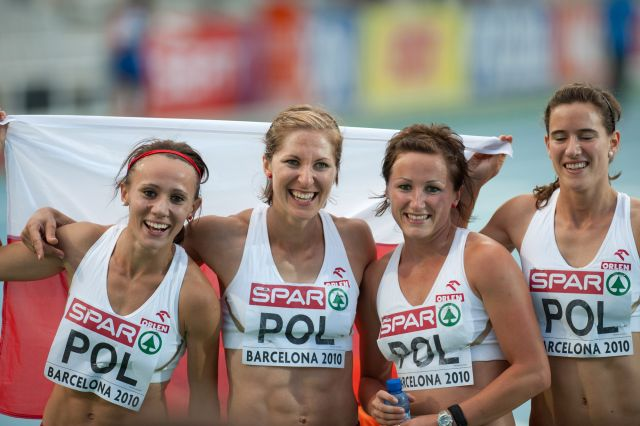
Daria Korczyńska avec ses coéquipières du relais 4 × 100 m lors des Championnats d'Europe 2010 (à gauche).

 Elle remporte la médaille de bronze lors des Championnats d'Europe d'athlétisme 2010, en battant le record national avec ses coéquipières Marika Popowicz, Marta Jeschke et Weronika Wedler.

## Palmarès
| Date | Compétition                    | Lieu           | Résultat | Épreuve   |
| ---- | ------------------------------ | -------------- | -------- | --------- |
| 2003 | Championnats d'Europe espoirs  | Bydgoszcz      | 2e       | 100 m     |
| 2006 | Championnats d'Europe          | Göteborg       | 8e       | 100 m     |
| 2007 | Championnats d'Europe en salle | Birmingham     | 3e       | 60 m      |
| 2007 | Jeux mondiaux militaires       | Hyderabad      | 3e       | 100 m     |
| 2007 | Jeux mondiaux militaires       | Hyderabad      | 1re      | 200 m     |
| 2010 | Championnats d'Europe          | Barcelone      | 3e       | 4 × 100 m |
| 2011 | Jeux mondiaux militaires       | Rio de Janeiro | 2e       | 4 x 100 m |
| 2012 | Championnats d'Europe          | Helsinki       | 3e       | 4 × 100 m |